# Āqbolāgh-e Sādāt
Āqbolāgh-e Sādāt (persiska: آقبلاغ سادات, آقجِه بُلاغ) är en ort i Iran.   Den ligger i provinsen Markazi, i den centrala delen av landet, 290 km sydväst om huvudstaden Teheran. Āqbolāgh-e Sādāt ligger 2 168 meter över havet och antalet invånare är 283.
Terrängen runt Āqbolāgh-e Sādāt är huvudsakligen kuperad, men västerut är den platt.Runt Āqbolāgh-e Sādāt är det ganska tätbefolkat, med 54 invånare per kvadratkilometer. Närmaste större samhälle är Hendūdūr, 9,5 km söder om Āqbolāgh-e Sādāt. Trakten runt Āqbolāgh-e Sādāt består i huvudsak av gräsmarker.